# Bogusław Bakuła
Bogusław Bakuła (* 25. März 1954 in Warschau) ist ein polnischer Literaturhistoriker und -kritiker sowie Übersetzer aus dem Ukrainischen, Tschechischen, Slowakischen und Ungarischen. In seinen wissenschaftlichen Arbeiten beschäftigt er sich hauptsächlich mit der polnischen Literatur des 20. Jahrhunderts sowie den Literaturen Mittel-Osteuropas. Er ist der Sohn des Schriftstellers Leszek Bakuła.

## Leben
Bakuła zog mit seiner Familie 1958 nach Ustka und besuchte dort ab 1969 das Gymnasium, wo er 1973 das Abitur ablegte. Anschließend studierte er Polonistik an der Adam-Mickiewicz-Universität in Posen und erwarb dort 1977 den Magister. Während seines Promotionsstudiums von 1978 bis 1980 arbeitete er im Personennahverkehr in Słupsk. Danach arbeitete er als Polnischlehrer in einer Grundschule in Posen. Als Literaturkritiker debütierte er 1979 mit dem Artikel Autotematyzm we współczesnej kulturze artystycznej, der im Tygodnik Kulturalny erschien. 
In den 1980er-Jahren publizierte er in Integracje, Studia Polonistyczne, Ruch Literacki und Akcent. Am Institut für Polnische Philologie der Adam-Mickiewicz-Universität wurde er 1981 als Assistent eingestellt. Der Solidarność schloss er sich 1980 an und war 1982 Redakteur und Sprecher der ersten Untergrundsendungen des Radio Solidarność der Region Großpolen. Daneben gründete er im Januar die Zeitschrift Obserwator Wielkopolski, die er im Untergrund von 1985 bis 1988 in seinem Haus in Puszczykowo druckte. Hierfür absolvierte er 1987 ein zweimonatiges Praktikum in Frankreich. Mit der Arbeit Oblicza autotematyzmu w polskiej prozie powieściowej po roku 1956 (Doktorvater: Edward Balcerzan) promovierte er 1989 und wurde als Adjunkt am Institut für Polnische Philologie der Adam-Mickiewicz-Universität eingestellt. In den 1990er-Jahren publizierte er in den Exil-Zeitschriften Kontakt, Kultura und Orzeł Biały sowie in den polnische Zeitschriften Czas Kultury, Arkusz, Biuletyn Polonistyczny, Kultura Niezależna, Teksty Drugie, Życie i Myśl, Kresy und Polonistyka. Den internationalen Kongress Kultura czasu przełomu organisierte er 1994 und 1998 in Posen. Zudem absolvierte er zwischen 1995 und 1999 wissenschaftliche Praktika an der Nationalen Iwan-Franko-Universität in Lwiw, an der Nationalen Taras-Schewtschenko-Universität in Kiew, der Nationalen Universität Kiew-Mohyla-Akademie in Kiew, der Masaryk-Universität in Brno sowie der Nationale I.-I.-Metschnikow-Universität in Odessa. 
Mit der Arbeit Człowiek jako dzieło sztuki. Z problemów metarefleksji artystycznej habilitierte er 1995 an der Adam-Mickiewicz-Universität und wurde 1996 als Professor an die Adam-Mickiewicz-Universität berufen, wo er 1998 die Leitung des Fachbereichs für Komparatistik übernahm. Daneben war er von 1995 bis 1998 Redaktionsmitglied der Kulturzeitschrift Arkusz und von 2000 Redakteur und seit 2013 Chefredakteur des Almanachs Slavia Occidentalis sowie der Fachzeitschrift Porównania. Der Ehrendoktor wurde ihm 2003 von der Slawistischen Universität Kiew verliehen. Von 2006 bis 2009 nahm er am internationalen Forschungsprojekt Das Andere Osteuropa – die 1960er bis 1980er Jahre. Dissens in Politik und Gesellschaft, Alternativen in der Kultur. Beiträge zu einer vergleichenden Zeitgeschichte an der Universität Bremen teil. Seit 2009 ist er ordentlicher Professor an der Adam-Mickiewicz-Universität. 

## Publikationen
- Oblicza autotematyzmu. (Autorefleksyjne tendencje w polskiej prozie po roku 1956), 1991
- Człowiek jako dzieło sztuki. Z problemów metarefleksji artystycznej, 1994
- Skrzydło Dedala. Szkice, rozmowy o poezji i kulturze ukraińskiej lat 50.–90. XX wieku, 1999
- Historia i komparatystyka. Szkice o literaturze i kulturze Europy Środkowo-Wschodniej XX wieku, 2000
- Antylatarnik oraz inne szkice literackie i publicystyczne, 2001